# Radionivka, Krîvîi Rih
Radionivka (în ucraineană Радіонівка) este un sat în comuna Cikalovka din raionul Krîvîi Rih, regiunea Dnipropetrovsk, Ucraina.

## Demografie
Componența lingvistică a localității Radionivka
     Ucraineană (89,08%)
     Rusă (10,92%)
Conform recensământului din 2001, majoritatea populației localității Radionivka era vorbitoare de ucraineană (89,08%), existând în minoritate și vorbitori de rusă (10,92%).